# Umspannwerk Stadtpark

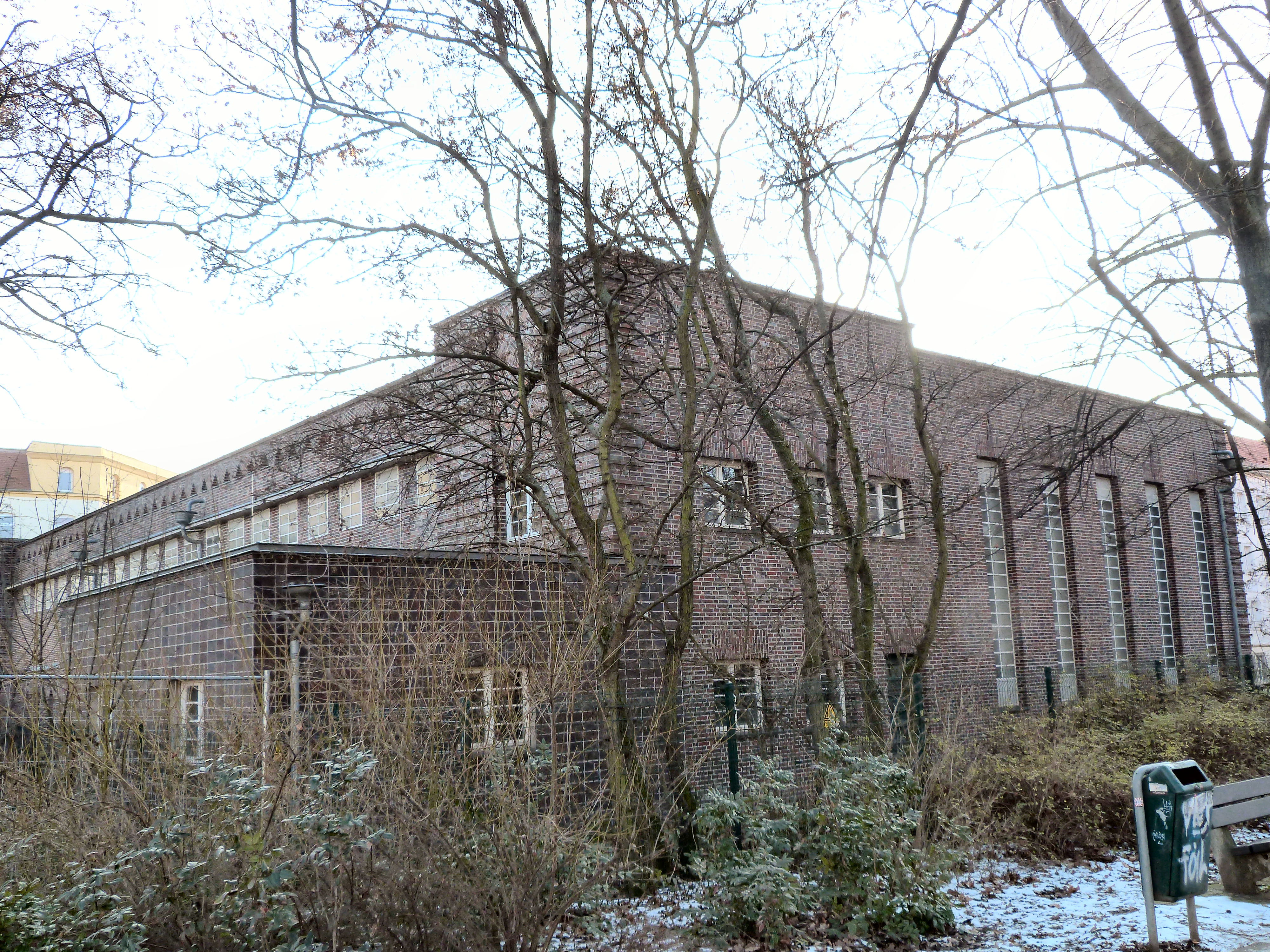
Umspannwerk Stadtpark (2017)

Das Umspannwerk am Stadtpark ist ein für das Stromnetz der Stadt Halle (Saale) errichtetes Gebäude, das unter Denkmalschutz steht.

## Geschichte
Stadtbaurat Wilhelm Jost schuf in den 1920er-Jahren im Auftrag der Werke der Stadt Halle AG (WEHAG) ein neues Netz von Transformatorenstationen und Umspannwerken, die die Umstellung von Gleichstrom auf Wechselstrom ermöglichten und für die Dezentralisierung der Stromversorgung sorgten. Östlich der Altstadt entstand im Winkel von Anhalter Straße und Dorotheenstraße im Jahr 1926 ein Umspannwerk, das damals den mit 15.000 Volt eingespeisten Strom auf 3.000 Volt heruntertransformieren sollte, um ihn so ins städtische Stromnetz einzuspeisen. Aufgrund der Lage am Rand vom Stadtpark, ehemals Teil des Stadtgottesackers, entschied man sich neben dem Einbau einer Wohnung für den Schaltmeister auch für die Einrichtung einer Bedürfnisanstalt. Das Gebäude steht – ebenso wie der im Stadtpark errichtete Wasserturm (nicht erhalten) – für den Versuch einer Symbiose zwischen Natur und Infrastruktur. So wurde das Gebäude mit einem östlich gelegenen Wasserbecken geplant, das mittlerweile durch eine neue Fontäne ersetzt wurde. Bereits der Entwurf von Jost sah hier aber nicht nur ein Wasserbecken vor, um diesen Bereich des Stadtparks aufzuwerten, sondern zudem zwei Kioskbauten an der Magdeburger Straße, von denen nur noch einer erhalten ist. Eine Sanierung des Umspannwerks erfolgte im Jahr 1997 nach den Vorgaben des Denkmalschutzes. Im Jahr 2006 baute man eine geräuscharme 110 Kilovolt-Schaltanlage ein.

## Baubeschreibung
Ähnlich wie das Umspannwerk Hallmarkt wurde das Gebäude zweigeschossig gestaltet. Allerdings ist es wie die meisten halleschen Transformatorenhäuser dieses Jahrzehnts (etwa in Trotha, in der Rudolf-Breitscheid-Straße oder in der Huttenstraße) in einem Mischstil von Neuer Sachlichkeit und Expressionismus gehalten. Unter den Gebäuden der Stromversorgung ist es am stärksten vom Expressionismus geprägt. Der breitgelagerte Kernbau ist von Norden nach Süden 40 Meter lang, von Westen nach Osten hingegen nur 15 Meter. Ähnlich wie im Transformatorenhaus Universitätsring bestand im Gebäude eine öffentliche Toilettenanlage.
An der Nordost- und an der Südost-Ecke befinden sich Anbauten, die sich klar vom Hauptbau abheben, da sie nur eingeschossig erbaut wurden. Ähnlich wie beim Transformatorenhaus Moritzzwinger werden die Ecken durch auf die Fassade aufgesetzte Backsteinreihen besonders betont. Insbesondere der nordwestliche Anbau, der als einziger Anbau zweigeschossig ausgeführt wurde, wirkt dadurch wie ein Turm. Aber auch an den anderen beiden Ecken mit Anbauten wurde dieser Effekt erzielt, indem man dort an dem Hauptbau selbst zwei dieser horizontal zu Bändern angeordneten Backsteinreihen nebeneinander anbrachte und so eine weitere Ecke plastisch andeutete.
Durch die Verwendung unterschiedlich geformter Fensteröffnungen, die teils rechteckig, teils quadratisch, an der Attika dreieckig sowie an der Südfassade dreieckig bekrönt sind, aber auch durch die in die Fassade aufgenommenen Flechtmuster, entstand ein vielgestaltiger Bau, der von jeder Seite anders aussieht: von Osten (Parkseite) – durch die horizontal gliedernden Fensterreihen und die Attika – repräsentativ, von Westen – aufgrund der großen Metall-Tore – funktional, von Süden – durch die spitzbogig-expressionistischen Fenster, die an gotische Fenster erinnern – historistisch und von Norden (Parkseite) – durch die an Industriebauten erinnernden langgezogenen, vertikalen Fenster – nüchtern. Trotz seiner Größe bleibt das Gebäude eher unauffällig.
Das Umspannwerk ist als Baudenkmal im Denkmalverzeichnis mit der Erfassungsnummer 094 80207 eingetragen. Der mit dem Umspannwerk errichtete Kiosk an der Magdeburger Straße erhielt die Nummer 094 56661.